# Богатыри/Синяя балка
Богатыри/Синяя балка — раннепалеолитическая стоянка древнего человека на Таманском полуострове, на его северном (азовском) берегу в Ахтанизовском сельском поселении Темрюкского района Краснодарского края России. Находится на скалистом мысу Богатырь недалеко от посёлка За Родину на оползневом участке на берегу Азовского моря на высоте 28 метров над уровнем моря. Время существования стоянки — от 1 до 1,5 млн лет назад. К западу от стоянки Богатыри/Синяя балка находятся стоянки Кермек (2 млн л. н.) и Родники 1 (1,6—1,2 млн л. н.).
Открыта в 2002 году на палеонтологическом местонахождении Синяя Балка — стратотипе таманского фаунистического комплекса. На стоянке вместе с остатками таманской фауны найдены каменные орудия раннего палеолита.
В отличие от кратковременных стоянок Родники 2 и Родники 1, Богатыри/Синяя Балка использовалась людьми как место забоя крупных млекопитающих. Находки костей свидетельствуют об охоте местных жителей на крупных ископаемых млекопитающих — южных мамонтов/слонов (Elephas meridionalis), кавказских носорогов-эласмотериев (Elasmotherium caucasicum Boris.), в меньшей мере — лошадей Стенона.
На стоянке Богатыри/Синяя балка в черепе жившего 1,5—1,2 млн л. н. кавказского носорога эласмотерия нашли застрявшее пиковидное орудие из окварцованного доломита. Выходы доломита на самой стоянке отсутствуют. Видимо, люди приносили доломитовое сырьё на стоянку из прибрежной зоны. В большинстве случаев, куски доломита и артефакты, изготовленные из них, залегают в культурном слое среди костей крупных ископаемых млекопитающих разреженно.
На стоянке Богатыри доля орудий из отщепов составляет 36,8 %, на стоянке Родники 1 — 28,6 %, на стоянке Кермек — 28,3 %, на самой молодой стоянке Родники-4 — 46,8 %. Каменная индустрия стоянки Богатыри/Синяя Балка может быть отнесена к «преолдовану» или «архаичному олдовану», аналогичному таким внеафриканским «преолдованским» индустриям как Йирон (Израиль), Валлоне (Франция), Барранко Леон, Фуенте Нуева 3, Ля Сима дель Елефант (Испания), Пирро Норд, Монте Поджоло (Италия), Дманиси (Грузия).
Индустрия архаичного ашеля на стоянках Родники 1, Родники 4 и Богатыри/Синяя Балка датируется возрастом в хронологическом интервале 1,6—1,2 млн лет назад.